# 肯特 (紐約州奧爾良縣)
肯特（英語：Kent）是位於美國紐約州奧爾良縣的非建制地區。

## 歷史
肯特的郵局自1894年營運至今。

## 地理
肯特所處的海拔為高於海平面104米（即341英呎），而該地所採用的時區為UTC-5，即北美东部时区（EST）。同時該地設有夏令時間，為UTC-5調快一小時，即UTC-4（EDT）。